# عثمان كريم
عثمان كريم (بالسويدية: Othman Karim)‏ هو مقدم تلفزيوني ومصور ومخرج ومخرج سويدي، ولد في 19 مارس 1968 في كامبالا في أوغندا.

## وصلات خارجية
- عثمان كريم على موقع IMDb (الإنجليزية)
- عثمان كريم على موقع أول موفي (الإنجليزية)
- عثمان كريم على موقع قاعدة بيانات الأفلام السويدية (السويدية)
- عثمان كريم على موقع قاعدة بيانات الفيلم (الإنجليزية)
- عثمان كريم على موقع كينوبويسك (الروسية)